# Krzysztof Piątek
Krzysztof Piątek, född 1 juli 1995, är en polsk fotbollsspelare som spelar för İstanbul Başakşehir samt för det polska landslaget. Piątek spelar som anfallare. 

## Karriär
Den 30 januari 2020 värvades Piątek av Hertha Berlin, där han skrev på ett långtidskontrakt. Den 8 januari 2022 lånades Piątek ut till Fiorentina på ett låneavtal över resten av säsongen 2021/2022. Den 1 september 2022 lånades Piątek ut till Salernitana på ett säsongslån.
Den 18 juli 2023 värvades Piątek av turkiska İstanbul Başakşehir, där han skrev på ett treårskontrakt.